# Gouvernement Batlle

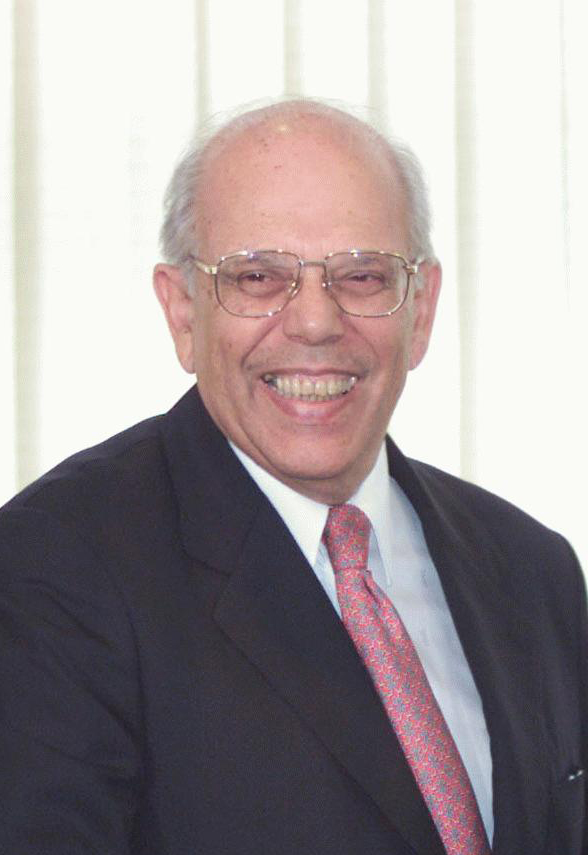
Jorge Batlle.

Le gouvernement de Jorge Batlle (Parti colorado) était le gouvernement de la république orientale de l'Uruguay du 1er mars 2000 au 1er mars 2005. Il succéda au second gouvernement de Julio María Sanguinetti, en fonction depuis le 1er mars 1995, et fut remplacé par le gouvernement de Tabaré Vázquez.

## Composition
| Ministère                                                                | Nom                         | Période   |
| ------------------------------------------------------------------------ | --------------------------- | --------- |
| Président                                                                | Jorge Batlle                | 2000-2005 |
| Vice-Président                                                           | Luis Hierro López           | 2000-2005 |
| Ministre de l'Intérieur                                                  | Guillermo Stirling          | 2000-2004 |
| Ministre de l'Intérieur                                                  | Daniel Borrelli             | 2004      |
| Ministre de l'Intérieur                                                  | Alejo Fernández Chaves      | 2004-2005 |
| Ministre de la Défense nationale                                         | Luis Brezzo                 | 2000-2002 |
| Ministre de la Défense nationale                                         | Yamandú Fau                 | 2002-2005 |
| Ministre des Relations extérieures                                       | Didier Opertti              | 2000-2005 |
| Ministre de l'Économie et des Finances                                   | Alberto Bensión             | 2000-2002 |
| Ministre de l'Économie et des Finances                                   | Alejandro Atchugarry        | 2002-2003 |
| Ministre de l'Économie et des Finances                                   | Isaac Alfie                 | 2003-2005 |
| Ministre de l'Éducation et de la Culture                                 | Antonio Mercader            | 2000-2002 |
| Ministre de l'Éducation et de la Culture                                 | Leonardo Guzmán             | 2002-2004 |
| Ministre de l'Éducation et de la Culture                                 | José Amorín Batlle          | 2004-2005 |
| Ministre de la Santé publique                                            | Horacio Fernández Ameglio   | 2000-2001 |
| Ministre de la Santé publique                                            | Luis Fraschini              | 2001-2002 |
| Ministre de la Santé publique                                            | Alfonso Varela              | 2002-2003 |
| Ministre de la Santé publique                                            | Conrado Bonilla             | 2003-2005 |
| Ministre du Travail et de la Sécurité sociale                            | Álvaro Alonso               | 2000-2002 |
| Ministre du Travail et de la Sécurité sociale                            | Santiago Pérez del Castillo | 2002-2005 |
| Ministre du Logement, de l'Aménagement territorial et de l'Environnement | Carlos Cat                  | 2000-2002 |
| Ministre du Logement, de l'Aménagement territorial et de l'Environnement | Saúl Irureta                | 2002-2005 |
| Ministre de l'Élevage, de l'Agriculture et de la Pêche                   | Gonzalo González Fernández  | 2000-2003 |
| Ministre de l'Élevage, de l'Agriculture et de la Pêche                   | Martín Aguirrezabala        | 2003-2005 |
| Ministre de l'Industrie, de l'Énergie et des Mines                       | Sergio Abreu                | 2000-2002 |
| Ministre de l'Industrie, de l'Énergie et des Mines                       | Pedro Bordaberry            | 2002-2003 |
| Ministre de l'Industrie, de l'Énergie et des Mines                       | José Villar                 | 2003-2005 |
| Ministre des Transports et des Travaux publics                           | Lucio Cáceres               | 2000-2004 |
| Ministre des Transports et des Travaux publics                           | Gabriel Gurméndez           | 2004      |
| Ministre des Transports et des Travaux publics                           | Gabriel Pais                | 2004-2005 |
| Ministre des Transports et des Travaux publics                           | Carlos Pollio               | 2005      |
| Ministre du Tourisme                                                     | Alfonso Varela              | 2000-2002 |
| Ministre du Tourisme                                                     | Pedro Bordaberry            | 2002-2005 |
| Ministre de la Jeunesse et des Sports                                    | Jaime Trobo                 | 2000-2002 |
| Directeur du Bureau de la Planification et du Budget                     | Ariel Davrieux              | 2000-2005 |
| Secrétaire de la Présidence                                              | Raúl Lago                   | 2000-2005 |
| Sous-secrétaire de la Présidence                                         | Leonardo Costa              | 2000-2005 |

## Politique
Il signe notamment un accord bilatéral de protection des investissements (2002) avec la Finlande, qui rendra difficile tout retrait de Botnia ultérieurement (voir guerre du papier).